# Onderbouw
De onderbouw is in het onderwijs een benaming die algemeen gesproken wordt gebruikt voor de lagere leerjaren van het primair (in Nederland) en secundair onderwijs (in Nederland en België).

## Nederland
De onderbouw is in het Nederlandse voortgezet onderwijs de algemene benaming voor de eerste twee leerjaren van het vmbo en de eerste drie klassen van de havo en het vwo. De eerste, en soms ook de tweede klas, noemt men vaak brugklas. De bovenbouw (havo en vwo) zijn de hogere klassen. Die wordt ook wel de tweede fase genoemd.
Op de basisschool wordt deze term gebruikt om groep 1, groep 2 en soms ook nog wel groep 3 aan te duiden. Voor groep 3, groep 4 en groep 5 wordt ook wel de term middenbouw gebruikt. Indien er alleen onder- en bovenbouw op een school aanwezig is, is er een andere verdeling.
Op bepaalde schoolsystemen, zoals het montessorionderwijs, zitten leerlingen van meerdere leerjaren bij elkaar en vormen zij samen de onder-, midden- of bovenbouw.

## Vlaanderen
Met onderbouw bedoelt men in Vlaanderen de secundaire school na de middenschool. Het betreft het eerste en tweede leerjaar van het secundair onderwijs. Dikwijls bestaat een school immers uit een middenschool en een bovenbouw aso, tso/bso of kso.